# 新栄住宅
新栄住宅株式会社（しんえいじゅうたく）は、 福岡県福岡市中央区に本社を置く、マンションの分譲等を行なう不動産会社である。主に福岡県内を中心にアンピールマンションというブランド名でマンション分譲を展開している。グループ会社に、マンション管理業務などを行う新栄総合管理株式会社、不動産賃貸業務を行う株式会社新栄地建がある。
2008年に、福岡アイランドシティに建設した42階建ての3棟連結構造の超高層マンション、アイランドタワースカイクラブでグッドデザイン賞を受賞している。

## 沿革
- 1970年2月 - 新栄住宅有限会社を設立
- 1976年7月 - 新栄住宅株式会社に組織改編
- 2002年9月 - 本社を現在地に移転
- 2008年8月 - アイランドタワースカイクラブ完成、グッドデザイン賞受賞

## 広報活動
- 当社はRKBラジオで1980年代、森山周一郎のナレーションによるCMを放送していた。